# XBEL
XML Bookmark Exchange Language (XBEL) — открытый XML-стандарт для обмена URI, известными как закладки (или избранное в Internet Explorer).
Примером использования может служить программа XBELicious, хранящая закладки сервиса Del.icio.us в этом формате. Браузеры Galeon, Konqueror и Midori используют формат XBEL для хранения закладок. Большинство веб-браузеров имеют возможность импорта и экспорта закладок в этом формате.
Был создан Python XML Special Interest Group.